# Mary Anne Hobbs

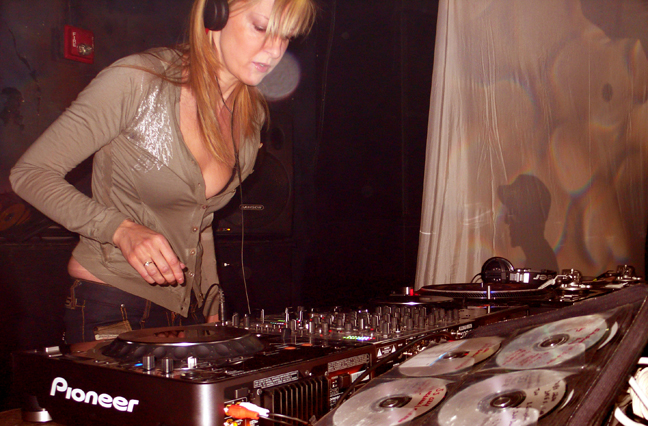
Mary Anne Hobbs, achter de draaitafel in Sub Swara, New York

Mary Anne Hobbs (16 mei 1964, Preston) is een Engelse dj en muziekjournalist. 
Toen ze 19 jaar oud was, ging ze werken als journalist voor het muziektijdschrift Sounds, later bij NME. Daarna hielp ze mee bij de oprichting van Loaded Magazine. Vervolgens ging ze bij BBC Radio werken en maakte tevens een televisieserie voor de BBC over de motorfietsencultuur in verschillende landen en presenteerde het Leeds Festival tussen 1999 en 2003. 
Voor BBC Radio 1 presenteerde ze de programma's Rock Show en Breezeblock. In Breezeblock stond experimentele elektronische muziek centraal en het promootte dubstep in een vroeg stadium van ontwikkeling. Daarna maakte ze voor BBC Radio 1 het programma Dubstep Warz en in oktober 2006 een gelijknamig compilatiealbum met daarop Benga, Digital Mystikz, Burial, The Bug, Loefah en andere. Sinds 2007 organiseert ze een dubsteppodium op het Sónar Festival. In 2008 bracht ze een tweede compilatiealbum uit, Evangeline, met onder andere Boxcutter.